# 里奧·豪薩科斯
里奧尼达斯·豪薩科斯（英語：Leonidas Housakos，1968年1月10日—）是加拿大政治人物，自2025年5月起擔任加拿大参议院反对党领袖。他自2009年至今担任魁北克省惠灵顿保守党参议员，2015年曾担任参议院议长。

## 早年生活
豪萨科斯出生于魁北克省蒙特利尔的一个希腊家庭。他于1992年毕业于麦吉尔大学，获得文学学士学位，并在格里·韦纳领导下的多元文化部担任部长级职员。此后不久，他加入了魁北克希腊大会，并于1998年至2000年期间担任两届国家事务副主席。
从政之前，豪萨科斯曾担任Terrau Inc.总裁、Quadvision International总裁以及 Constant Laboratories销售部经理。他还是亚历山大·普劳德富特公司（Alexander Proudfoot Company）北美顾问委员会的成员，该公司是一家专门研究企业生产力的组织。
1993年，他与他人共同创立了希腊贸易委员会，该组织致力于开发大蒙特利尔地区的商业机会和网络。2001年至2002年间，豪萨科斯担任蒙特利尔市长傑拉爾德·特倫布萊的顾问。 2007年，他被任命为维亚铁路董事会成员，任期一年。

## 政治生涯
1993年，当時任加拿大副總理莊社理竞选加拿大进步保守党黨魁时，豪萨科斯开始涉足政治，担任莊社理在蒙特利尔的现场组织者。
2000年联邦大选中，他是加拿大联盟党的候选人，代表拉瓦勒西选区参选，他在那里已经居住了二十多年。
多年来，豪萨科斯一直担任魁北克民主行动党筹款部门的负责人 ，该党是魁北克的一个省级政党，其领导人马里奥·杜蒙特在1995年魁北克全民公投中与魁北克人党和魁人政團一起为“独立”方竞选。反對獨立方的领袖包括时任进步保守党黨魁庄社理、时任加拿大總理兼自由党黨魁克里田和时任魁北克省省长兼魁北克自由党黨魁丹尼尔·约翰逊。
豪萨科斯曾担任博勵治在2022年加拿大保守黨黨魁選舉竞选活动的联合主席。

### 参议员
2008年12月22日，时任加拿大总理兼保守黨黨魁史蒂芬·哈珀任命豪萨科斯为加拿大参议院议员，他以保守党成员身份承诺维持参议院任命官员的8年任期限制。

#### 赞助立法
2019年至2021年，豪萨科斯提出了S-221 法案，如果获得批准，该法案将在《刑事法典》中增加一项条款，规定对纪念第一响应者的纪念碑或类似建筑物进行破坏行为是可公诉罪行，可处以规定的最低罚款和监禁。 
2021年，他提出S-204法案，寻求阻止所有来自中国新疆地区的进口，并援引人权组织的指控，称作为中国共产党政府控制人口计划的一部分，维吾尔族和其他突厥少数民族成员遭受强迫劳动。

#### 参议院议长

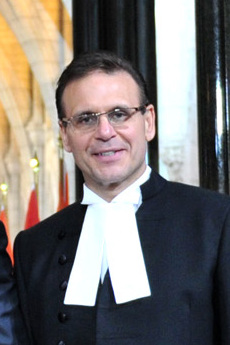
参议院议长豪薩科斯

2015年4月24日，皮埃爾·克洛德·諾林去世后，他被任命为参议院代理议长。 2015年5月4日，他被任命为皮埃尔·克洛德·诺林的永久继任者。 2015年12月3日，参议员喬治·富瑞接替他出任议长，富里被时任加拿大总理兼自由党黨魁賈斯汀·杜魯多任命为该职位。

#### 参议院反对党领袖
自從5月14日豪薩科斯成為参议院反对党领袖以來，賈斯汀·杜魯多任命的兩名無黨籍參議員於6月轉投保守黨，還有一名前保守黨籍參議員於同月重新加入黨團。

## 个人生活
豪萨科斯与黛米·帕帕帕纳焦图 (Demi Papapanagiotou) 结婚，育有两个孩子。